# Eine Falle für den Banditen
Eine Falle für den Banditen (Originaltitel: Bad Bascomb) ist ein US-amerikanischer Western aus dem Jahr 1946 von S. Sylvan Simon mit Wallace Beery, Margaret O’Brien und Marjorie Main  in den Hauptrollen. Das Drehbuch basiert auf einer Originalstory von D. A. Loxley.

## Handlung
In den 1860er Jahren werden Gouverneure aus drei Territorien östlich der Rocky Mountains von Bundesagenten unterstützt, um den Gesetzlosen Zeb Bascomb zu finden und seine Banditenbande zu stoppen. John Fulton, der Chef der Bundesagenten, und die Gouverneure wissen wenig über den schwer zu fassenden Zeb, außer dass er eine Narbe von einem Seil im Nacken hat. Als eines Tages der Mormonenmissionar Moab McCabe Zeb begegnet, wird er von dessen Partner Bart Yancey, einem weißen Abtrünnigen, der von Indianern aufgezogen wurde, kaltblütig getötet. 
Zeb und Bart erfahren, dass eine Fahndung durch die Bundesregierung im Gange ist, und beschließen, sich von der Bande abzuspalten und bei Elijah Walkers Mormonentreck Zuflucht zu suchen. Als Neubekehrte getarnt, begleiten Zeb und Bart die Mormonen auf ihrer Reise nach Utah. Zeb und Emmy, die junge Enkelin der Missionarin Abbey Hanks, werden schnell Freunde und Zeb entdeckt bald die Nachteile ein Neubekehrter zu sein, als er und Bart mit schwerer Arbeit für die unverheirateten Frauen in der Karawane beauftragt werden. Während Zeb sich dafür entscheidet, für Abbey und die Witwe Annie Fremont zu arbeiten, arbeitet Bart für die Schwestern Tillie und Lucy Lovejoy. 
Eines Tages nimmt die Karawane Jimmy Holden auf, ein Mitglied von Zebs Bande, der angeschossen und dem Tod überlassen wurde. Jimmy wird von Dr. Luther Mason und seiner Krankenschwester Dora gesund gepflegt, die sich in den jungen Gesetzlosen verliebt. Als Zeb entdeckt, dass der Wagenzug einen Goldvorrat transportiert, mit dem die Mormonen ein Krankenhaus bauen wollen, schmieden er und Bart einen Plan, um ihn zu stehlen. Zeb und Bart ignorieren Jimmys Warnung, sich aus Schwierigkeiten herauszuhalten, und beginnen, alle Wagen nach dem versteckten Gold zu durchsuchen. Während der Wagenzug eine gefährliche Flussüberquerung versucht, fällt Emmy ins Wasser und wird von Zeb gerettet, der eine väterliche Liebe zu dem Mädchen entwickelt hat. Spät in der Nacht rennt Emmy aus dem Wohnwagenlager, weil sie glaubt, dass Zeb sie nicht mehr liebt. Zeb findet Emmy, doch kurz nachdem er sie zum Wagenzug zurückgebracht hat, wird sie krank. 
Als Zeb erkennt, dass seine Liebe zu Emmy stärker ist als seine Entschlossenheit, das Gold zu stehlen, beschließt er, auf den Diebstahl zu verzichten und bei Emmy zu bleiben. Bart jedoch versucht, das Gold auf eigene Faust zu stehlen und erschießt Elijah, während er aus dem Lager flieht. In seinen letzten Worten ernennt Elijah Zeb zum neuen Anführer der Mormonengruppe. Zebs erste Herausforderung als Karawanenführer besteht darin, sie vor einem drohenden Indianerangriff zu schützen, den Bart angestiftet hat. Dies gelingt ihm, indem er sein Leben riskiert und mit seinem Pferd durch Indianergebiet reitet, um Hilfe von einem nahe gelegenen Fort zu holen. Zeb kehrt mit der Kavallerie gerade rechtzeitig ins Lager zurück, um die Mormonen vor einem Indianermassaker zu retten. Zeb tötet Bart, doch während ihres Kampfes entdeckt Fulton Zebs Narbe und nimmt ihn fest. Nachdem er sich von Emmy und den anderen verabschiedet hat, verlässt Zeb die Karawane, um seine Strafe im Gefängnis abzusitzen.

## Hintergrund
Gedreht wurde der Film vom 16. Juli bis Mitte Oktober 1945 in Jackson Hole in Wyoming, im Grand-Teton-Nationalpark sowie in den MGM-Studios in Culver City.
Cedric Gibbons und Paul Youngblood oblag die künstlerische Leitung. Edwin B. Willis war für das Szenenbild zuständig, Arlington Valles und Irene Lentz für die Kostüme. Verantwortlicher Toningenieur war Douglas Shearer. A. Arnold Gillespie, Warren Newcombe und Mark Davis schufen die Spezialeffekte. Irving Glassberg führte die zweite Kamera.

## Veröffentlichung
Die Premiere des Films fand am 22. Mai 1946 in New York statt. In Österreich kam er am 7. Dezember 1951 in die Kinos. In der Bundesrepublik Deutschland wurde er am 23. November 1996 im deutschen Fernsehen ausgestrahlt. Er wurde auch unter dem Titel Das Schaf im Wolfspelz gezeigt.

## Kritiken
Der Filmkritiken-Aggregator Rotten Tomatoes hat in einer Auswertung ein Publikumsergebnis von 33 Prozent positiver Bewertungen ermittelt.
Das Lexikon des internationalen Films schrieb: „Western aus der amerikanischen Pionierzeit, der seine sympathische, aber auch recht schlicht gestrickte Geschichte mit guten Darstellern erzählt.“